# Évelyne Élien
Évelyne Élien (ur. 24 marca 1964 w Basse-Terre) – francuska lekkoatletka, sprinterka, mistrzyni Europy, dwukrotna olimpijka.

## Życiorys
Specjalizowała się w biegu na 400 metrów. Odpadła w ćwierćfinale tej konkurencji i zajęła 7. miejsce w finale sztafety 4 × 400 metrów na igrzyskach olimpijskich w 1988 w Seulu. Zwyciężyła w sztafecie 4 × 400 metrów (która biegła w składzie: Ketty Régent-Talbot, Élien, Corinne Pierre-Joseph i Hélène Huart) i zajęła 5. miejsce w biegu na 400 metrów na igrzyskach frankofońskich w 1989 w Casablance. Zajęła 5. miejsce w sztafecie 4 × 400 metrów i odpadła w półfinale biegu na 400 metrów na mistrzostwach Europy w 1990 w Splicie. Zajęła 5. miejsce w sztafecie 4 × 400 metrów na halowych mistrzostwach świata w 1991 w Sewilli i 6. miejsce w tej konkurencji na mistrzostwach świata w 1993 w Stuttgarcie. Zwyciężyła w biegu na 400 metrów na igrzyskach frankofońskich w 1994 w Bondoufle.
Zwyciężyła w sztafecie 4 × 400 metrów (w składzie: Francine Landre, Viviane Dorsile, Élien i Marie-José Pérec) i odpadła w półfinale biegu na 400 metrów na mistrzostwach Europy w 1994 w Helsinkach. Czas uzyskany w begu sztafetowym (3:22,34) jest aktualnym (listopad 2022) rekordem Francji. Élien zajęła 4. miejsce w sztafecie 4 × 400 metrów w zawodach pucharu świata w 1994 w Londynie (sztafeta francuska reprezentowała Europę). Odpadła w eliminacjach biegu na 400 metrów i sztafety 4 × 400 metrów na mistrzostwach świata w 1995 w Göteborgu. Zajęła 8. miejsce w sztafecie 4 × 400 metrów na igrzyskach olimpijskich w 1996 w Atlancie.
Była mistrzynią Francji w biegu na 400 metrów w 1990 i 1995, wicemistrzynią na tym dystansie w 1986, 1988, 1991 i 1994 oraz brązową medalistką w tej konkurencji w 1987, 1989, 1992 i 1996, a w hali wicemistrzynią w biegu na 400 metrów w 1996 i brązową medalistką na tym dystansie w 1988 oraz wicemistrzynią w biegu na 800 metrów w 1989.
Dwukrotnie poprawiała rekord Francji w sztafecie 4 × 400 metrów do wskazanego powyżej wyniku 3:22,34 z Helsinek w 1994.

## Rekordy życiowe
Rekordy życiowe Élien:
- bieg na 400 metrów – 51,52 s (24 lipca 1994, Annecy)
- bieg na 800 metrów – 2:03,45 (14 sierpnia 1988, Tours)